# Çetin Güngör (Parteifunktionär)
Çetin Güngör (* 26. September 1957 in Tunceli; † 2. November 1985 in Stockholm) war ein türkischer PKK-Funktionär. Güngör gehörte zu den Gründern der PKK und war Mitglied des Zentralkomitees der Partei. Er wurde auf Anweisung von Abdullah Öcalan in Stockholm erschossen. Sein Deckname lautete Semir.

## Privates
Güngör stammte aus Tunceli. Er wuchs in einer Familie mit neun Kinder auf und hatte drei Schwestern und fünf Brüder. Nach Angabe Taner Akçams, der ihn persönlich kannte, war Güngör armenischer Herkunft.

## PKK
Güngör besuchte in Tunceli die Lehrerschule, brach die Ausbildung ab und schloss sich Ende der 1970er Jahre der Arbeiterpartei Kurdistans (PKK) an. Auf dem Gründungskongress wurde Güngör in das Zentralkomitee gewählt. Nach dem Militärputsch in der Türkei 1980 war Güngör im Ausbildungslager der PKK in der Bekaa-Ebene. Im Jahr 1981 wurde Güngör nach Deutschland entsandt, um die Arbeit der PKK dort aufzubauen.

## Konflikte in der PKK
Im August des Jahres 1982 kam er zur Teilnahme am 2. Kongress der PKK nach Syrien, wo seine Ideen zur Reform der autoritären Struktur und zur Form des Kampfes auf wenig Gegenliebe der Delegierten und auf Ablehnung und Feindschaft durch Öcalan stießen. Güngör kehrte nach Deutschland zurück und verfolgte weiterhin das Ziel, die PKK zu reformieren. Er knüpfte Kontakte zu anderen Gruppierungen. Abdullah Öcalan betrachtete Güngör zunehmend als Problem und schränkte seine Befugnisse ein. Isoliert erbat Güngör sich Zeit, um seine Rolle zu überdenken. 1983 kam es zu einem Treffen zwischen Güngör und PKK-Aktivisten in Köln. Die PKK-Aktivisten beschuldigten ihn, Kontakte zu dem Überläufer Şahin Dönmez zu unterhalten und setzten ihn in der Wohnung fest. Güngör gelang die Flucht, anschließend tauchte er unter. Er schrieb offene Briefe, dass er weiter für die Revolution arbeiten werde und warnte die PKK davor, ihn daran zu hindern. Die PKK interpretierte dies als Herausforderung und erklärte ihn im Mai 1984 im Parteiorgan Serxwebûn zum Verräter. Güngör schaffte es mit Hilfe von Freunden in Hamburg aus der türkischen Linken, außerhalb der Reichweite der PKK zu bleiben. Er verfasste kritische Texte zur PKK. Die Zeit zitierte daraus die folgende Charakterisierung der PKK durch Güngör:

„Eine Mischung aus Revolutionspathos, feudalen Strukturen mit stalinistischem Überbau und dem Faktor Apo.“

## Ermordung
Ende 1984 oder Anfang 1985 ersuchte Güngör in Schweden um Asyl. Bei einem von Güngörs ersten öffentlichen Auftritten bei einem kurdischen Konzert in Stockholm wurde Güngör von hinten mit vier Kugeln durch einen PKK-Aktivisten  erschossen. Die PKK-Vertretung in Europa erklärte, dass der „Verräter der Gerechtigkeit zugeführt“ worden sei. Abdullah Öcalan sollte später in einem Interview mit Mehmet Ali Birand, das dieser in seiner Fernsehsendung „32. Gün“ 1992 führte, die Frage, ob er den Befehl gegeben habe, Güngör zu töten, folgendermaßen beantworten: „Überall, wo man ihn sah, sollte er erschossen werden.“ Güngör wurde in seiner Heimat beerdigt. Der Mörder wurde in Schweden am Tag vor dem Mord an Olof Palme zu lebenslanger Haft verurteilt.
Die PKK tötete weitere Aktivisten, die mit Güngör zusammengearbeitet hatten oder die für ihn eingetreten waren. Dazu gehörten Saime Aşkın (Deckname Delal), Suphi Karakuş (Deckname Şoreş), Zülfü Gök (in Rüsselsheim), Enver Ata (in Uppsala) und Murat Bayraklı (in Westberlin). Zwei dieser Morde und ein weiterer Mordversuch wurden im Düsseldorfer Prozess gegen die PKK verhandelt.
Abdullah Öcalan widmete Çetin Güngör in seinem 1993 erschienenen Buch PKK'ye Dayatılan Tasfiyecilik Ve Tasfiyeciliğin Tasfiyesi (etwa: Die Versuche, die PKK zu liquidieren und die Liquidierung dieser Versuche) ab Seite 35 ein ganzes Kapitel. Darin bezeichnet Öcalan Güngör (Semir) als Verräter, der versucht habe, die Partei von innen auszuhöhlen und zur Kapitulation zu bewegen. Semir habe mit den Verrätern Şahin [Dönmez] und [Kesire] Yıldırım gemeinsame Sache gemacht.